# Demetrio Stefanopoli
Demetrio Stefanopoli (ou Stephanopoli), né à Paomia le 12 novembre 1749 et mort le 8 août 1821 à Paris, est un notable et militaire corse d'origine grecque entré au service du roi de France. En 1782, il est reconnu par lettre patente de Louis XVI comme le descendant et l'héritier de David II Comnène, dernier empereur de Trébizonde.

## Origines familiales
Demetrio Stefanopoli est né le 12 novembre 1749 à Paomia, aujourd'hui Cargèse en Corse, un village fondé par des réfugiés grecs du Magne au XVIIe siècle. 
Il est le fils de Constantino Stefanopoli, chef héréditaire des Grecs de Paomia et de son épouse, Alexandra Stefanopoli. Il a deux frères et une sœur : 
Giorgio, Giovanni-Stefano et Laura-Maria (dite Panoria). Il est par ailleurs, par sa sœur, l'oncle de la duchesse d'Abrantès. 
Demetrio serait descendant à la treizième génération de l'empereur David II de Trébizonde, par un de ses fils, Georges ou Nicéphore. Sa famille est alors considérée comme héritière des Comnène.

## Biographie
Demetrio est nommé capitaine de cavalerie par Louis XVI en 1779. Quelques années plus tard, en 1782, il est reconnu par lettre patente du roi comme descendant et héritier de l'empereur David II de Trébizonde, ce qui lui permet d'adjoindre à son nom celui de Comnène, devenant en français Démètre Stephanopoli de Comnène.
Avec la Révolution française, il rejoint l'armée de Condé. Bonaparte, qui envisage un temps d'œuvrer en faveur des aspirations nationales grecques, le considère comme un candidat légitime à un potentiel trône grec. Il l'envoie préparer un soulèvement contre les Turcs en 1797, mais avec la fin de la campagne d'Égypte, il rentre en France où il publie son Voyage en Grèce en 1800.
À la Restauration, Louis XVIII le fait maréchal de camp. Il est mort à Paris le 8 août 1821. Célibataire et sans enfant, il a pour héritiers son frère cadet Giorgio Stefanopoli puis son neveu Adolphe de Geouffre.

### Œuvres
- Démètre Stephanopoli de Comnène, Notes archéologiques, Ajaccio, 1841
- Démètre Stephanopoli de Comnène, Précis d'histoire de la maison de Comnène, Paris
- Voyage de Dimo et Nicolo Stephanopoli en Grèce, Paris, an VIII (lire en ligne)

## Sources
- (fr) Hervé Rousseau, La duchesse d'Abrantès, Napoléon et les Comnène (Info-Grèce)
- Biographie universelle, ancienne et moderne...: Ouvrage redigé par plus de 300 Collaborateurs, 1847